# Ectropis maromokotra
Ectropis maromokotra là một loài bướm đêm trong họ Geometridae.